# گاتوو
گاتوو (به آلمانی: Berlin-Gatow) یک منطقهٔ مسکونی در آلمان است که در Spandau واقع شده‌است. گاتوو ۳٬۹۰۸ نفر جمعیت دارد.